# ファミリードライバー
ファミリードライバーは、セガ・エンタープライゼスが1988年10月に発売した玩具・体感型ゲーム機。価格は8,800円。

## 概要
体感ビデオシリーズと称している。VHSビデオによる実写映像、クラッシュ時に振動・音・光を発する体感型コントローラー、豊富なソフトウェアに応じてカーボディを変更できるミニカーを利用して、リアルなドライブシミュレーションを楽しめる幼児向け玩具である。

## ハードウェア
車のダッシュボードを模した本体、ハンドルを模したコントローラー、テレビの前に設置するレーンとミニカー、レーンとテレビをジョイントするパーツで構成されている。電源は単2電池が4本で動作する。プレイする際には本体とは別に、ミニカーのレーンを設置できる大きさのテレビ（発売当時主流だったブラウン管式で14～21インチのもの）とVHSビデオ再生機が必要。
テレビの前に設置したレーンを本体と接続し、ハンドル操作によってミニカーを左右に動かし、テレビに表示される車や障害物を避けてゲームを進行する。障害物にぶつかるとミニカーが光って音が鳴り、ハンドルが振動する。衝突判定の原理は光線銃と同じで、ビデオ映像の下部が白黒に分かたれており、それをミニカー部分に搭載されたセンサーが感知する。ドライブの上手さに応じてビデオ映像が終わった時に100点満点で得点が表示される。
本体には『ハラハラツーリング』のVHSソフトと専用ミニカーがバンドルされている。

## ソフトウェア
ソフトはVHSビデオに専用のミニカーが同梱された形態で供給される。各1,980円。
- 1 ハラハラツーリング　（本体にバンドル）
- 2 海辺のドライブ
- 3 ぼくは パトロール